# Conus spurius
Cône alphabet
Espèce
Statut de conservation UICN

 LC  : Préoccupation mineure
Le Cône alphabet, Conus spurius, est une espèce de mollusque gastéropode marin de la famille des Conidae.

## Répartition
Caraïbes.

## Description

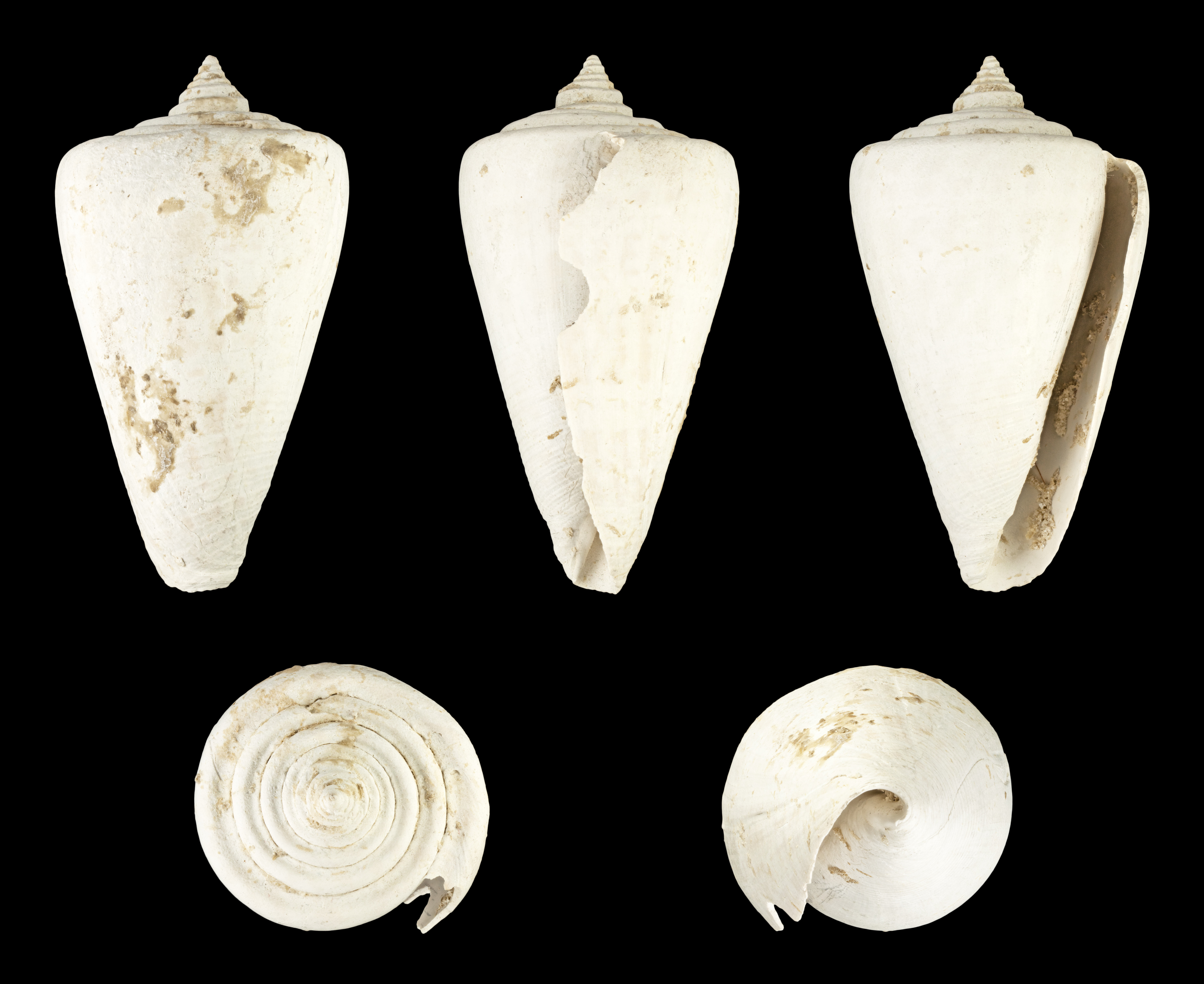
Coquille fossile du Pliocène découverte en Floride.

- Taille : 8 cm.